# عمرو بن مسعده
عمرو بن مسعده (؟۸۳۲م) (نسب: ابوالفضل عمرو بن مَسعَده بن سعید بن صول) کاتب عباسی ایرانی‌اصل در سدهٔ دوم و اوایل سوم هجری بود. پدرش از اهالی گرگان، ترک‌تبار و کارگزار بود. او در فن ترسل سرآمد شد و نزد یحیی برمکی به کار گمارده شد تا توقیعات را بنگارد. او در زمان مأمون رئیس دیوان رسائل و رئیس دیوان خاتم شد. از این ۸۰ میلیون درهم درآمد داشت. هنگامی که مأمون عزم روم کرد، همراهش بود و در آدانا کشته شد.